# Sustjepan
 Ovo je glavno značenje pojma Sustjepan. Za hrid kod Cavtata pogledajte Sustjepan (Cavtat).
Sustjepan je naseljeno mjesto koje se nalazi na samom zapadnom ulazu u uže gradsko područje grada Dubrovnika od novoizgrađenog Mosta dr. Franja Tuđmana.

## Ime
Sustjepan nosi ime po sv. Stjepanu (slavi se 26. prosinca) prvomučeniku. Ujedno je to i desni oltar u crkvi, gdje je i glavni oltar posvećen Gospi od Karmela.

## Zemljopisni položaj
Sustjepan se nalazi u Rijeci dubrovačkoj, na zapadnom ulazu u grad Dubrovnik uz Jadransku turističku cestu, 5 km udaljen od dubrovačke stare gradske jezgre. Nalazi se na zapadnim padinama brda Srđ.

## Urbani razvitak
Sustjepan se sastoji od niza obiteljskih kuća smještenih na sjeverozapadnim padinama brda Srđ i uz Jadransku turističku cestu. U mjestu se nalaze tri crkve, Sv. Antuna i Sv. Stjepana, te kapelica Sv. Nikole izgrađena na mjesnom groblju i podignuta u spomen na branitelje poginule 6. prosinca 1991. godine, tijekom Domovinskog rata za vrijeme najžešćeg napada JNA i istočnohercegovačkih Srba na Grad Dubrovnik.

## Povijest
Sustjepan je bio jedan od ključnih obrambenih položaja u obrani Dubrovnika a branila ga je i obranila mala grupa branitelja na čelu sa zapovjednikom obrane bojnikom Jakšom Hodakom Jakim te na taj način onemogućila ulaz neprijateljskih postrojbi u Dubrovnik. Cijelo to vrijeme mjesto je bilo okruženo s tri strane a u njega se moglo doći samo noću uz izuzetan oprez. 
Sustjepan je za vrijeme rata bio izložen čestim velikim granatiranjima i pješačkim napadima tijekom kojih je svaka kuća pretrpila velika oštećenja, a nekoliko kuća je u potpunosti izgorilo. Na fasadama nekih kuća, koje još nisu obnovljene, i danas su vidljiva oštećenja.

## Gospodarstvo
Sustjepan je gospodarski gotovo potpuno nerazvijeno mjesto. U mjestu postoje skladišta za prehrambene i druge proizvode te veliki automehaničarski servis.
Stanovništvo se bavi turizmom i u manjoj mjeri ribarstvom.

## Stanovništvo
Sustjepan prema popisu stanovnika iz 2011. godine ima 323 stanovnika, koji su većinom Hrvati katolici. 
| broj stanovnika | 216   | 165   | 176   | 174   | 197   | 170   | 174   | 271   | 205   | 207   | 233   | 288   | 316   | 158   | 335   | 323   | 301   |
|                 | 1857. | 1869. | 1880. | 1890. | 1900. | 1910. | 1921. | 1931. | 1948. | 1953. | 1961. | 1971. | 1981. | 1991. | 2001. | 2011. | 2021. |

## Promet
S Dubrovnikom je Sustjepan povezan Jadranskom turističkom cestom kojom prometuju redovite i česte autobusne linije 1, 1A, 1B i 1C prometnog poduzeća Libertas.

## Poznati Sustjepanci
- Cvijeto Kapetanić, košarkaški sudac i kontrolor.
- Darko Miladin, (nogometas HNK Hajduk, Ergotelis, HNK Rijeka)

## Vanjske poveznice
- Obnova u ratu porušene crkve Svetog Stjepana  Arhivirana inačica izvorne stranice od 18. travnja 2021. (Wayback Machine)